# Föhr
L'isola di Föhr (frisone: Feer; danese: Før) è una delle isole Frisone Settentrionali. Si trova poco lontano dalle coste tedesche a sud-est dell'isola di Sylt e fa parte del circondario della Frisia Settentrionale nello Stato federale dello Schleswig-Holstein.

## Geografia
L'isola è lunga circa 12 km, larga 6,8 km, ha un'area complessiva di 82 km² e conta una popolazione di circa 8 800 abitanti, il che la rende l'isola più grande e popolosa della Germania non raggiungibile tramite automobile o collegamento ferroviario.
Föhr è, come le altre isole dell'arcipelago, una meta turistica piuttosto popolare e su questo basa gran parte della sua economia. La parte settentrionale dell'isola è una zona protetta facente parte del Parco nazionale Wattenmeer dello Schleswig-Holstein che tutela l'ecosistema del mare dei Wadden. Föhr è chiamata anche "isola verde" in quanto è piuttosto protetta dalle mareggiate del mare del Nord trovandosi dietro le isole di Amrum e Sylt e per questo si è potuta sviluppare una rigogliosa vegetazione ed una intensa attività agricola.
Il centro più abitato sull'isola è Wyk auf Föhr (conosciuto per le sue terme), ma sono presenti altri sedici centri di minore importanza alcuni dei quali presentano chiese risalenti al XII e XIII secolo. L'isola è divisa in undici comuni.
Sull'isola viene parlato un dialetto del frisone settentrionale, conosciuto come Fering.
Una peculiarità locale è il nome dei centri abitati che spesso terminano con il suffisso -um (per esempio i villaggi di Nieblum, Utersum e Wrixum)
L'isola è raggiungibile tramite traghetti che collegano il porto di Dagebüll sulla terraferma con Wyk.
L'isola è divisa in 11 comuni:
- Wyk auf Föhr (Fering: Vyk)
- Alkersum (Aalkersem)
- Borgsum (Borigsem)
- Dunsum (Dunsem)
- Midlum (Madlem)
- Nordseebad Nieblum (Njiblem) insieme al paese di Goting (Guating)
- Oevenum (Ööwnem)
- Oldsum (Olersem)
- Süderende (Söleraanj)
- Nordseebad Utersum (Ödersem)
- Witsum (Wiisem)
- Wrixum (Wraksem)

## Storia
La presenza di terreni sabbiosi, i Geest, lungo la costa del Mar del Nord, che caratterizzano Föhr come le altre isole frisoni, ha attirato gruppi umani ad insediarsi su queste aree nel momento in cui il livello del mare si era abbassato durante il Neolitico.
La presenza di sepolture megalitiche e di altri artefatti documentano la colonizzazione dell'isola a partire dal Neolitico in poi. Numerosi sono i tumuli risalenti all'Età del Bronzo.
L'arrivo dei Frisoni è documentato a partire dal VII secolo. A partire da questa fase la popolazione sull'isola crebbe ed aumentarono anche i contatti commerciali con la Scandinavia con il conseguente arrivo di Vichinghi.
Nel 1231 l'isola di Föhr compare suddivisa in due entità amministrative, le centene, nel Liber Census Daniæ del re danese Valdemaro II, di cui una parte, quella orientale apparteneva al ducato di Schleswig. L'altra parte, invece, quella occidentale, venne annessa ai domini del regno di Danimarca dalla regina Margherita I. Questa zona rimase enclave del regno danese fino al 1864.
Nel 1326 l'isola venne sconvolta in parte dall'Inondazione di San Marcello.
Nel 1526 arrivano sull'isola sacerdoti luterani e nel 1530 tutta l'isola aderiva alla Riforma Protestante.
Con la caccia alle balene Föhr raggiunge durante il XVII e XVIII secolo la sua "età d'oro". Infatti sull'isola avevano sede molte scuole di navigazione che preparavano i marinai alle traversate atlantiche. Alla fine del XVIII secolo vivevano a Föhr più di 1000 marinai e circa 150 capitani di nave.
Nel 1842 il re Cristiano VIII decise di trascorrere del tempo in villeggiatura a Föhr, inaugurando una tradizione turistica che continua tutt'oggi.
Durante la seconda guerra tedesco-danese, nel 1864 l'isola venne assediata e occupata da truppe austriache, alleate della Prussia. Con la guerra austro-prussiana del 1866 l'isola passò sotto controllo prussiano, divenendo parte della provincia dello Schleswig-Holstein.

## Luoghi d'interesse

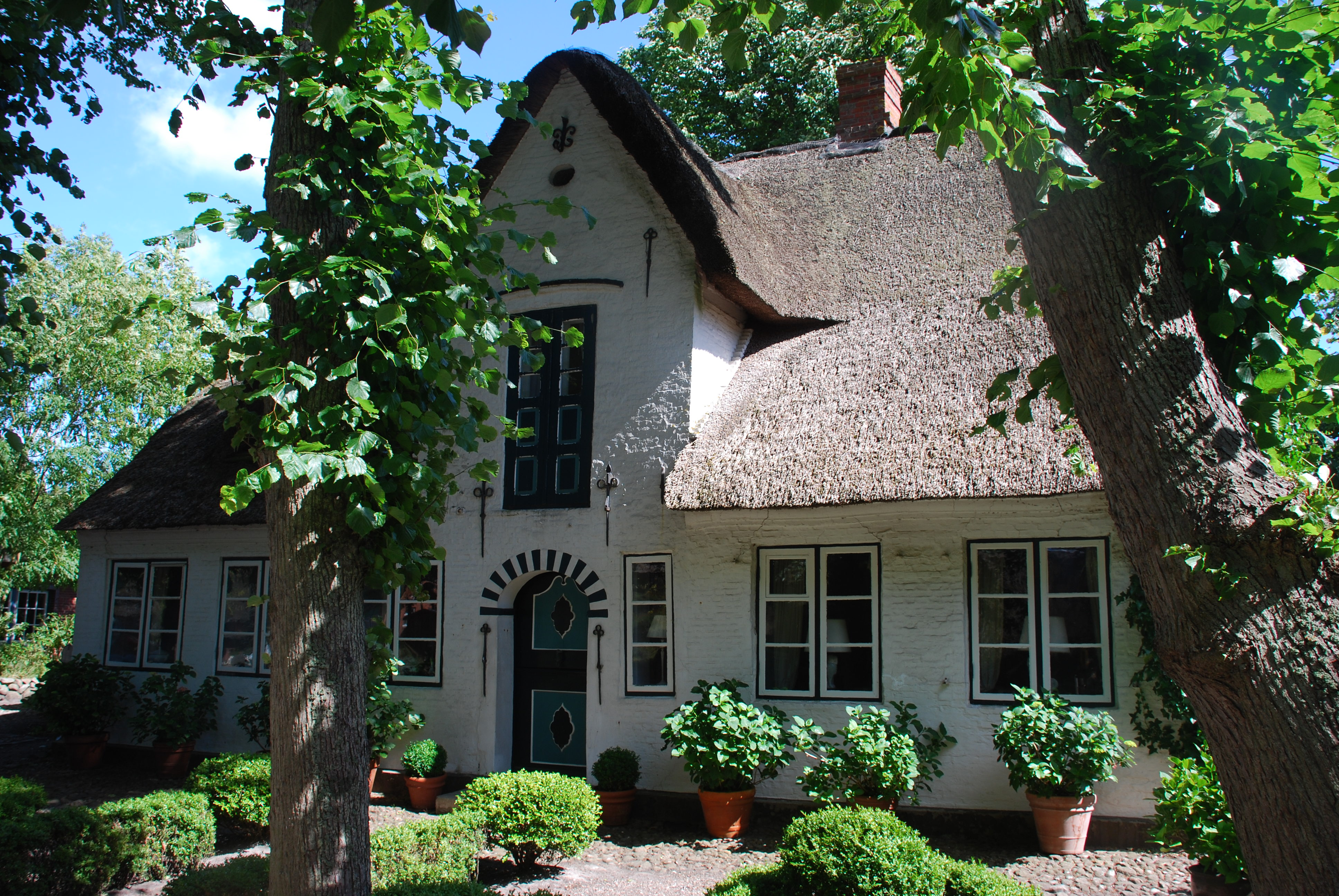
Tipica casa con tetto di paglia a Nieblum

L'isola è stata abitata fin dall'antichità e tuttora è possibile ammirare lungo la linea costiera i resti di molte sepolture a tumulo risalenti probabilmente all'età del Bronzo.
Le abitazioni dell'isola hanno un'architettura caratteristica, ossia sono in mattoni e la copertura dei tetti in paglia. Questa peculiarità rende le abitazioni di Föhr molto amate come attrazione turistica.
Presso il villaggio di Borgsum, nella località di Lembecksburg, si trova una fortificazione, probabilmente di origine vichinga, di cui si preserva un terrapieno circolare su modello della motta castrale. Sempre a Borgsum è presente un vecchio mulino a vento.
Inoltre nell'isola sono presenti due piccoli musei. Quello che si trova nel capoluogo Wyk sulla civiltà e cultura frisone (Friesenmuseum) e il secondo nel paese di Alkersum, il Museum Kunst der Westküste (il museo dell'Arte della costa occidentale), dove sono custodite alcune opere di Edvard Munch, Emil Nolde e Max Liebermann.

## Galleria d'immagini

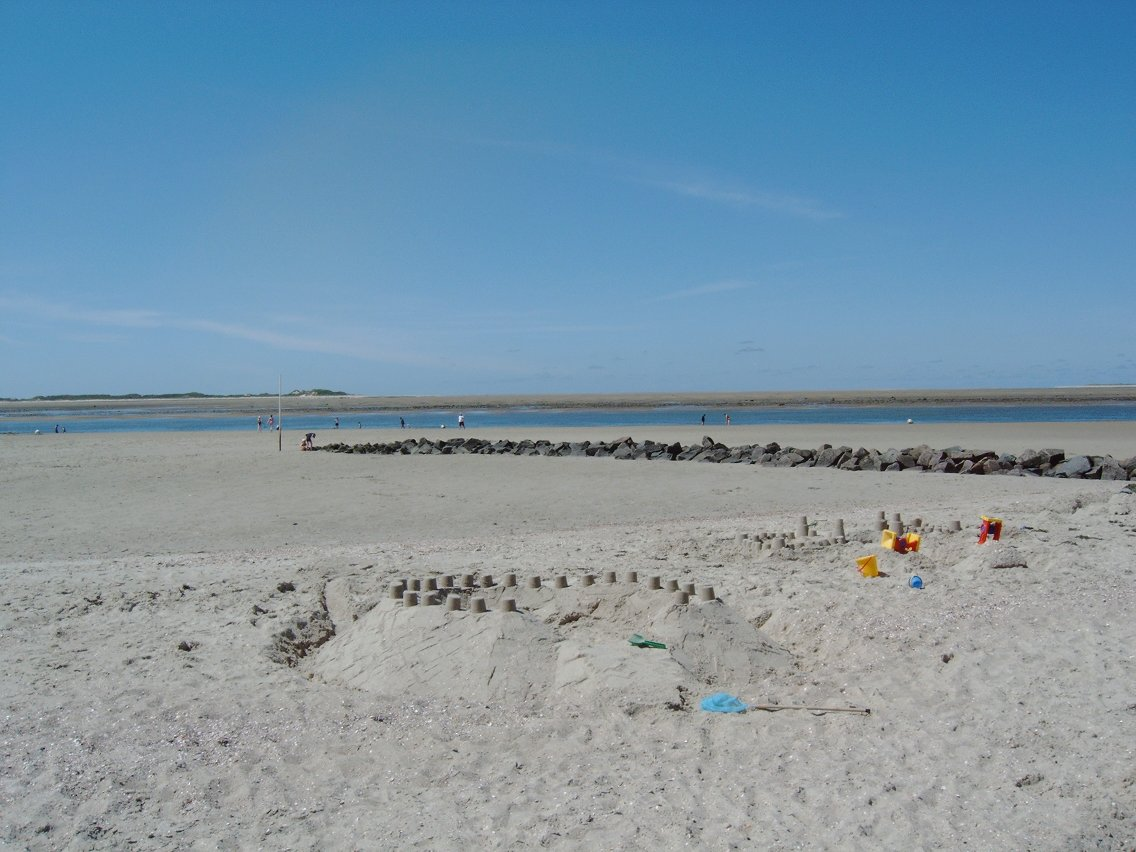
Spiaggia di Utersum con bassa marea
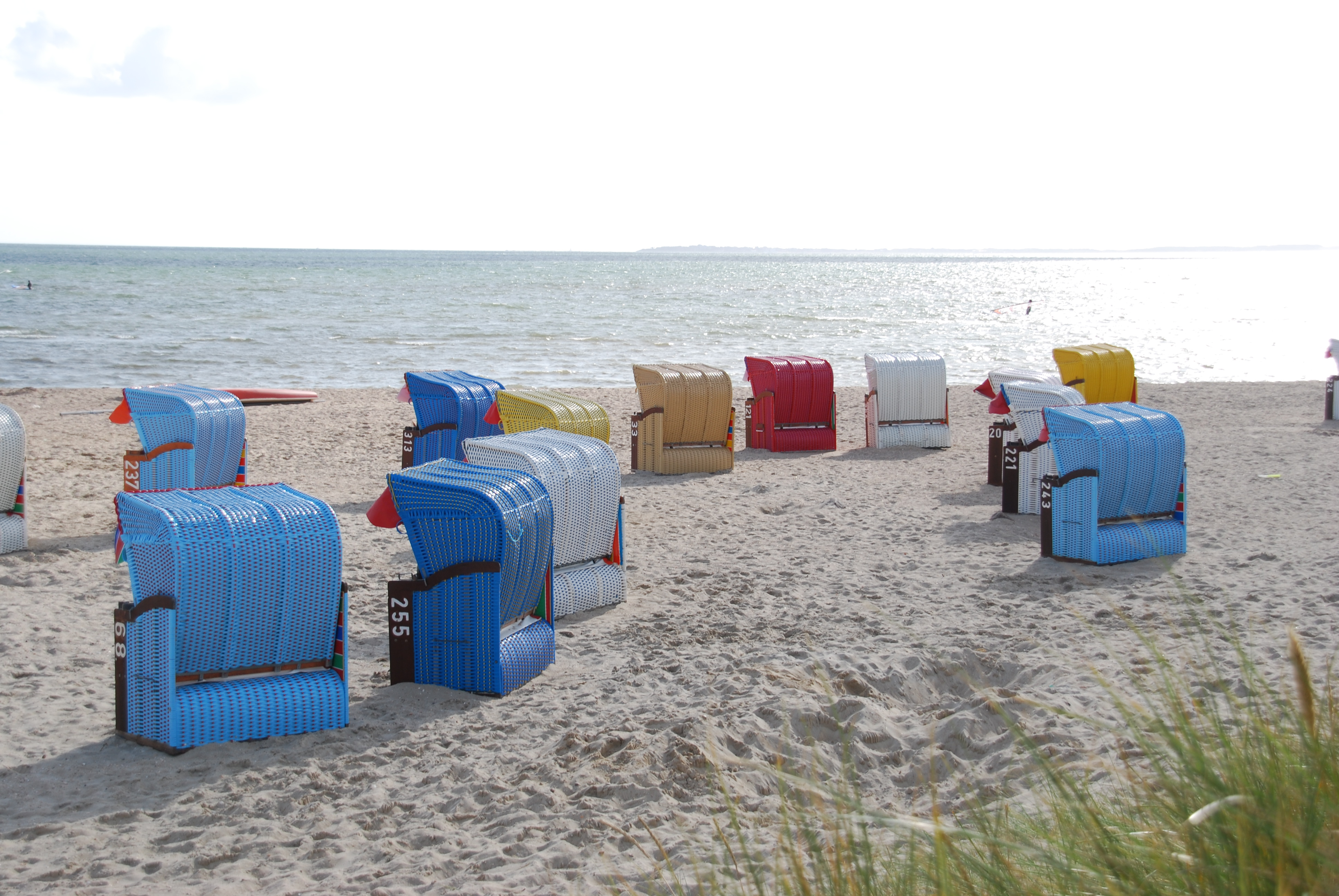
Spiaggia a Nieblum con alta marea
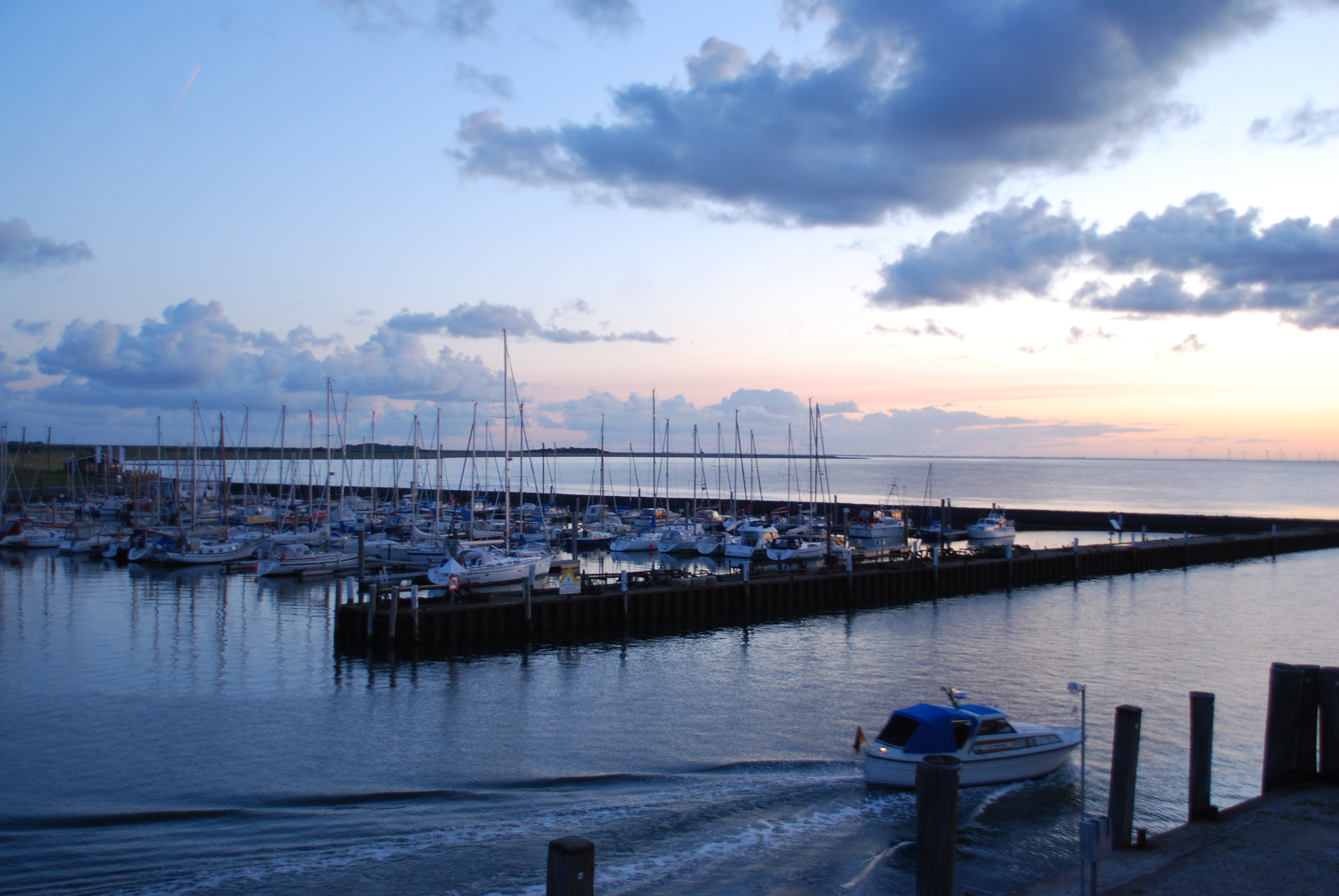
Tramonto nel porto di Wyk
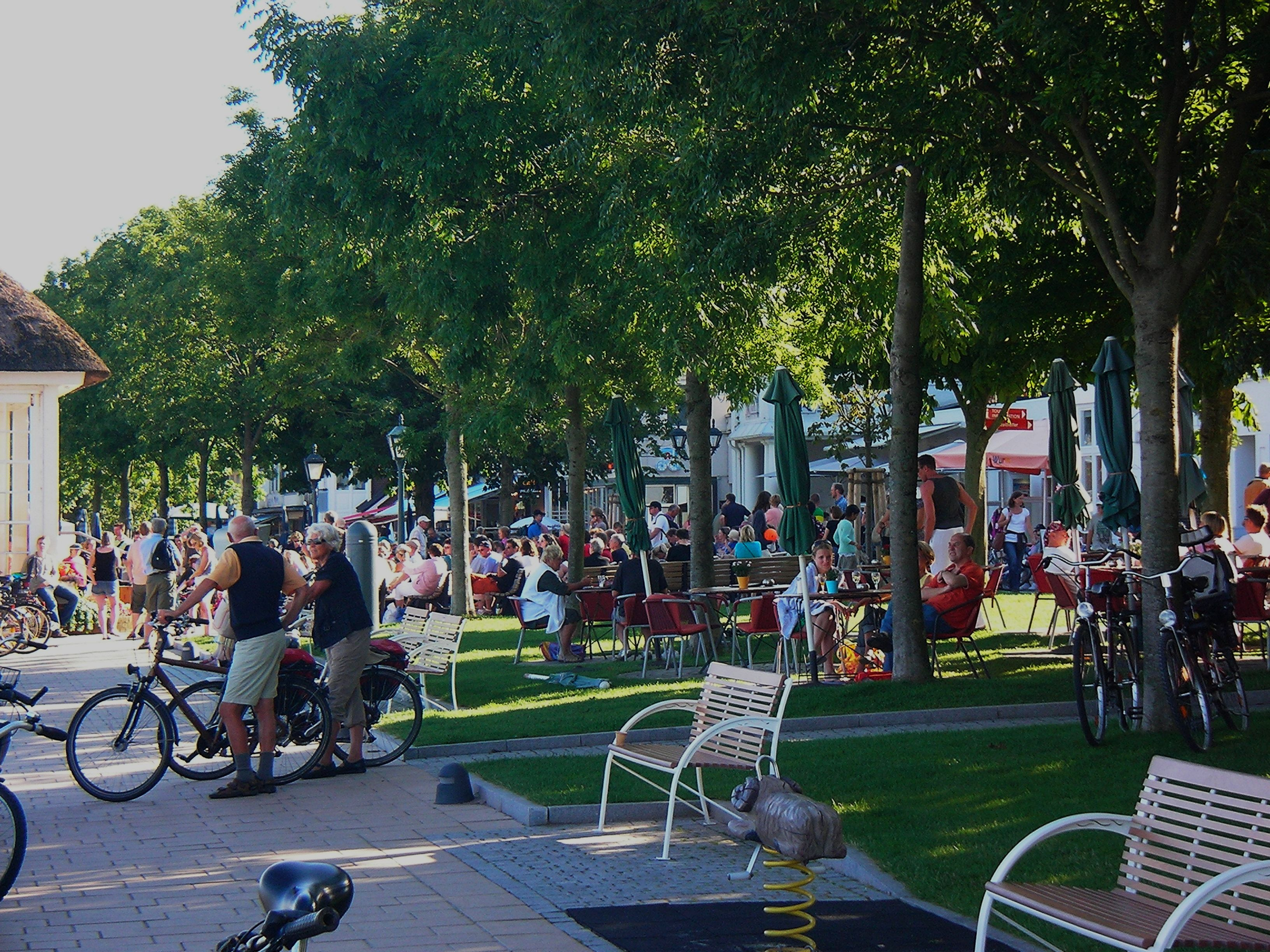
Passeggiata a Wyk
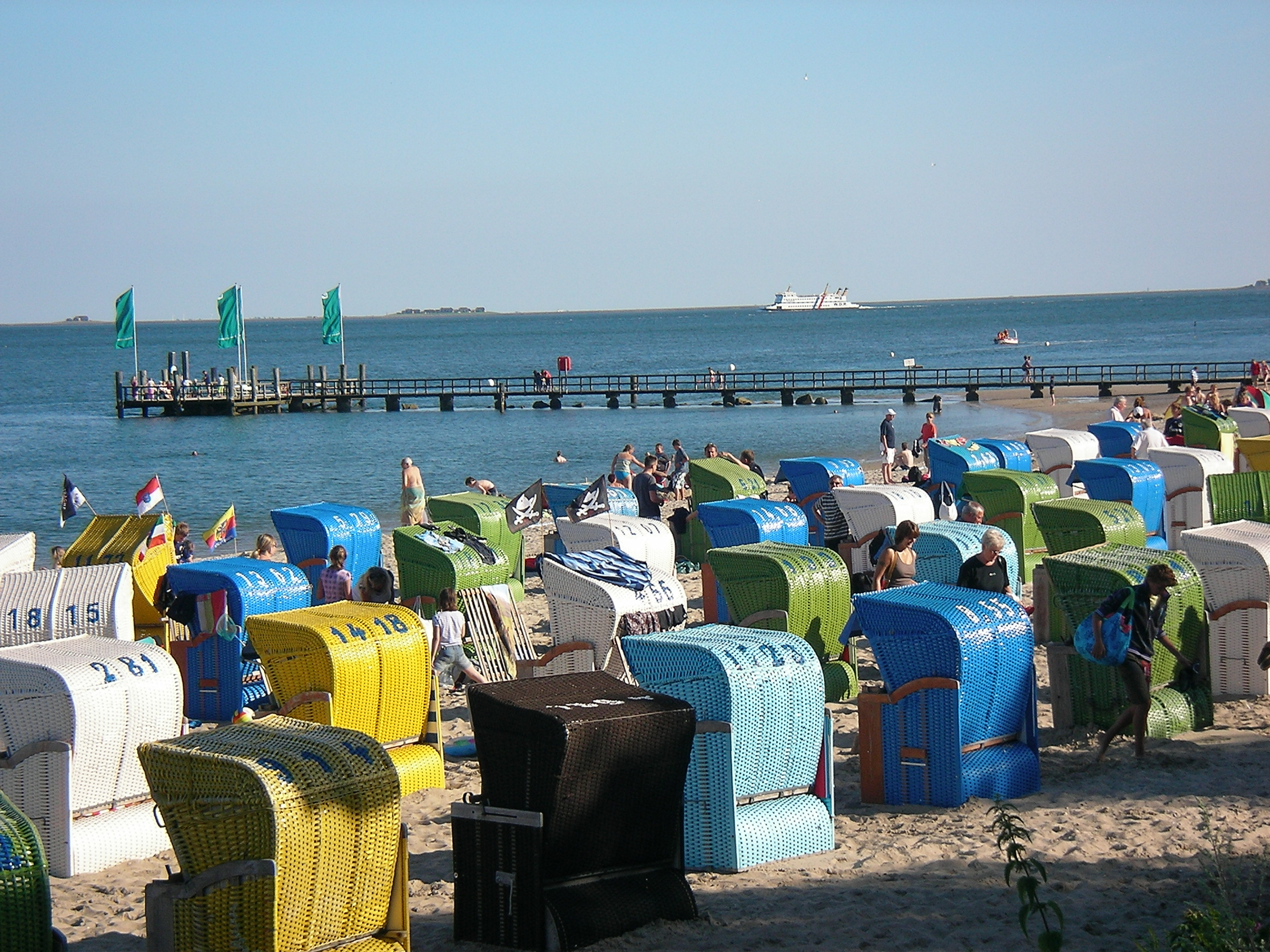
Spiaggia a Wyk, sullo sfondo le isole Halligen
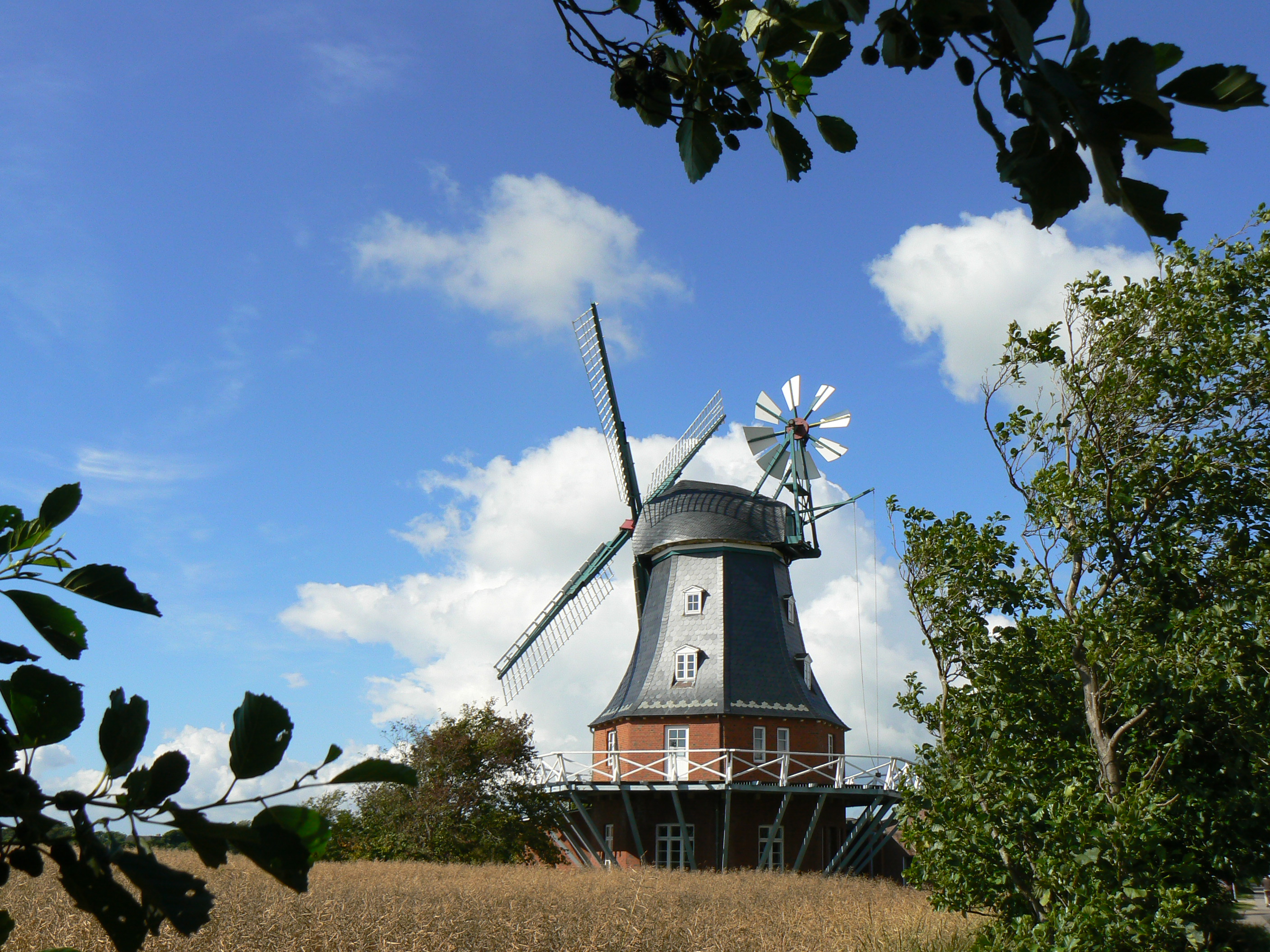
Il mulino di Borgsum
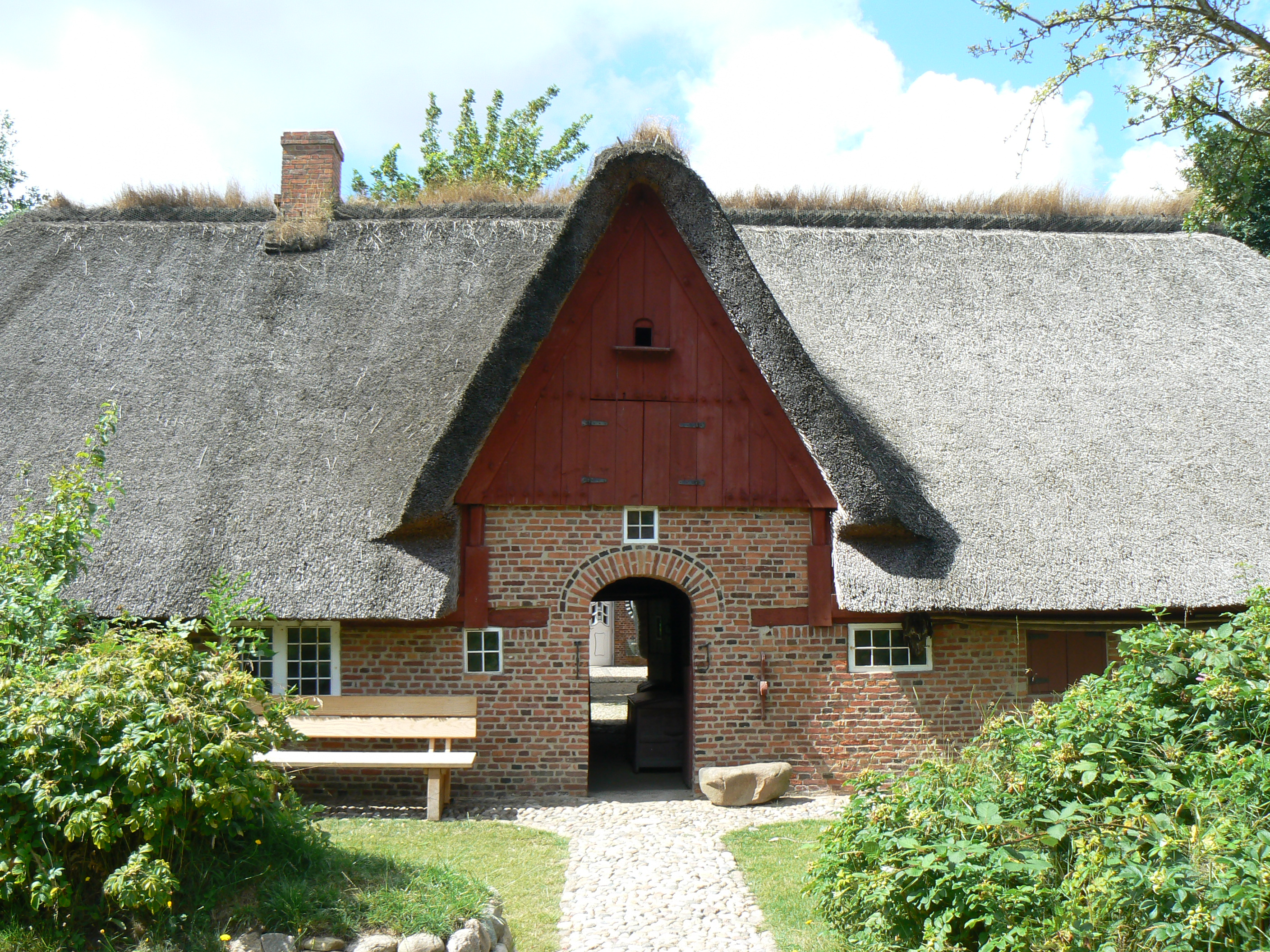
Haus Olesen ; una vecchia abitazione a Föhr
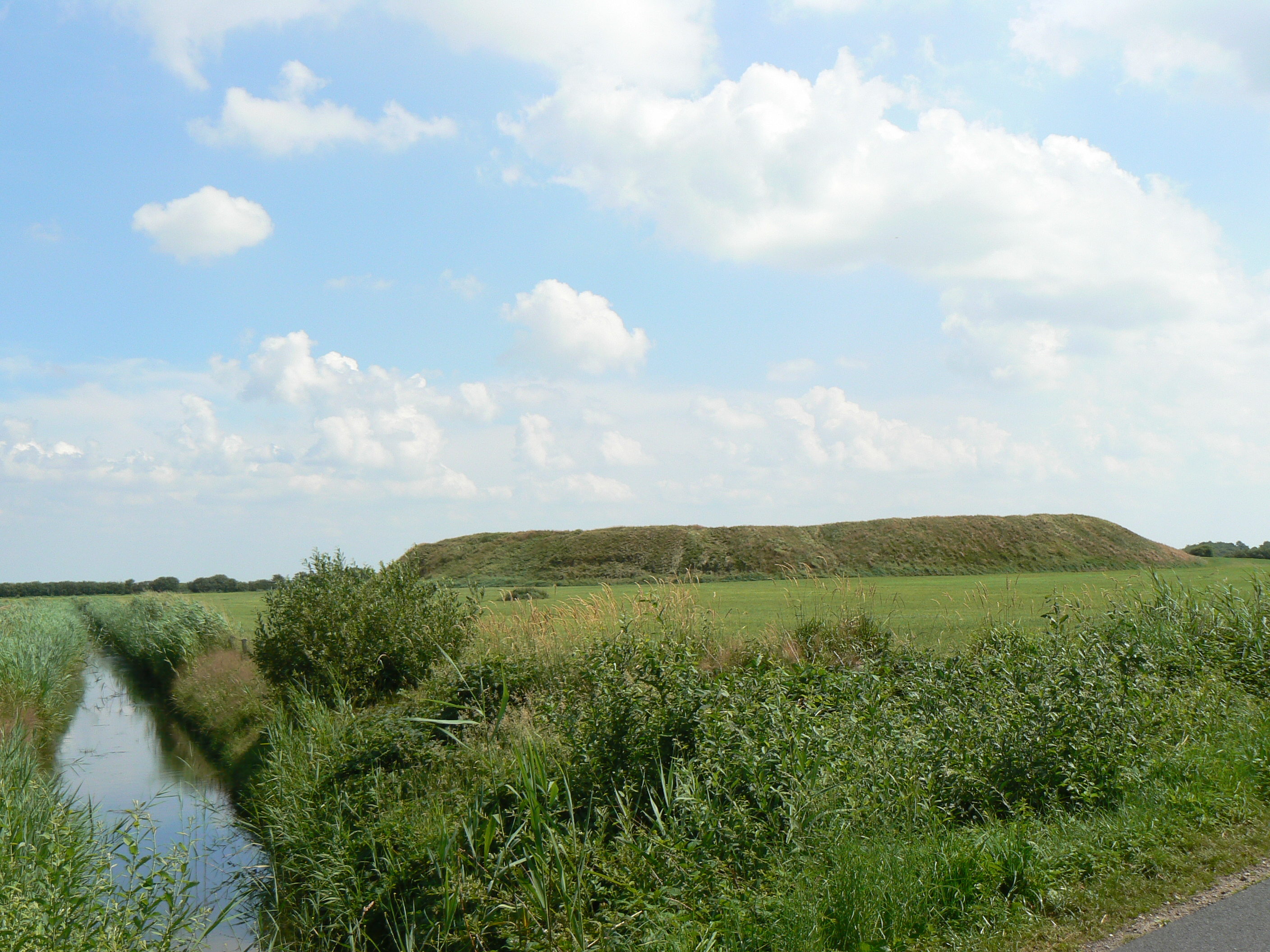
La fortificazione vichinga di Lembecksburg
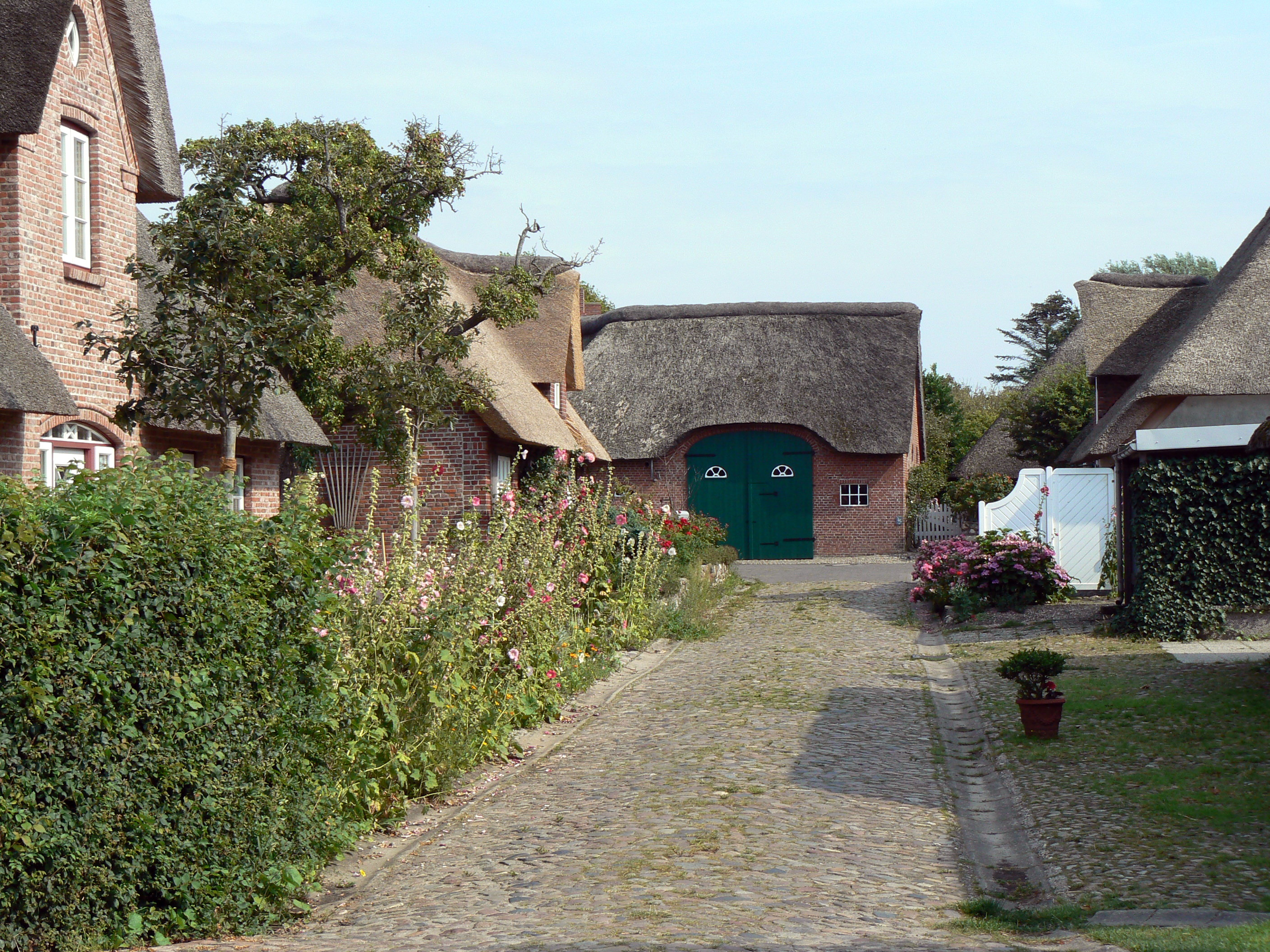
Veduta del paese di Oldsum
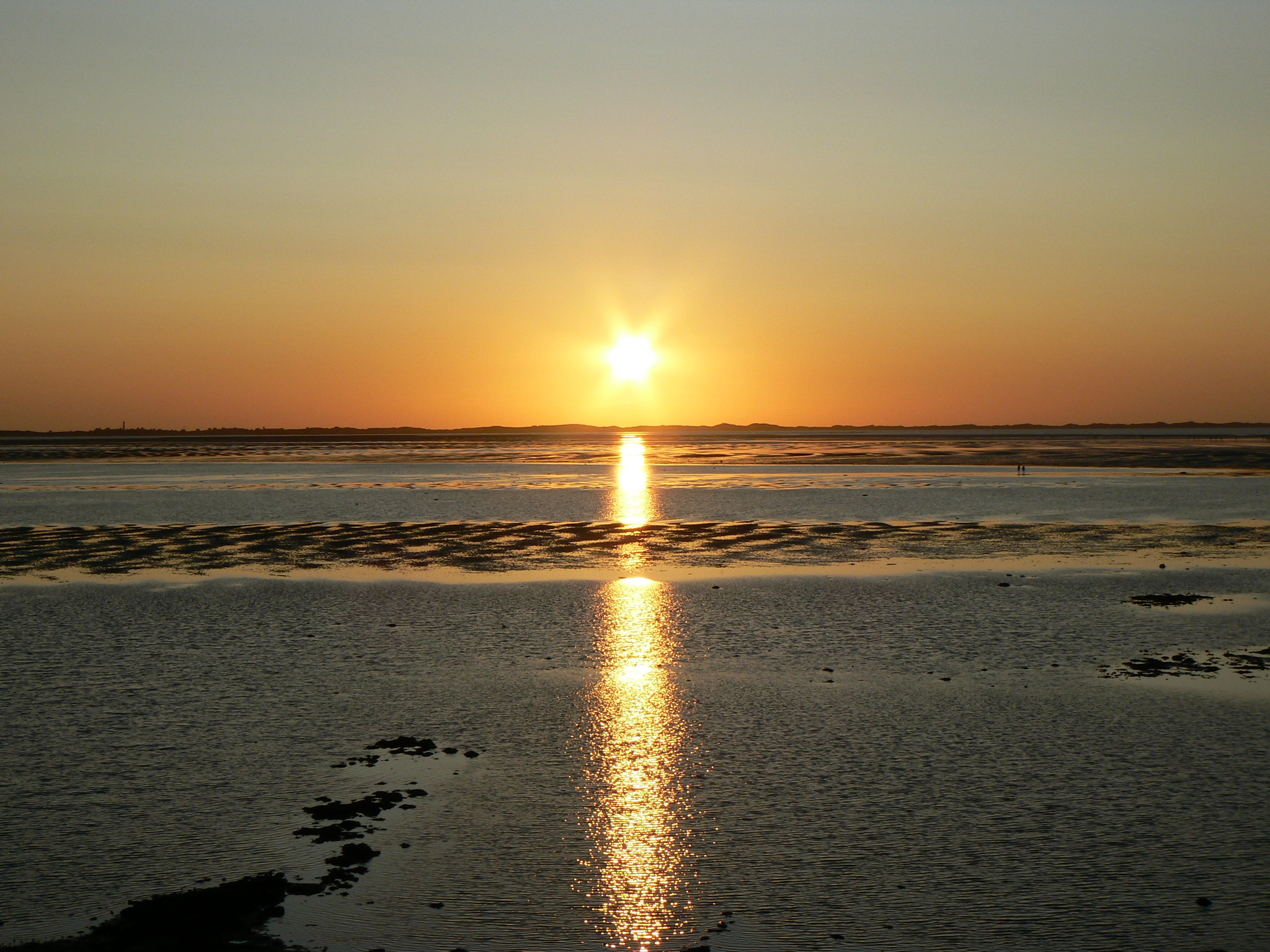
Tramonto con vista su Sylt